# Горишка вас при Шкоцјану
Горишка вас при Шкоцјану (словен. Goriška vas pri Škocjanu) је насељено место у општини Шкоцјан, регија Југоисточна Словенија, Словенија.

## Историја
До територијалне реорганизације у Словенији било је у саставу старе општине Ново Место.

## Становништво
У попису становништва из 2011. године, Горишка вас код Шкоцјану је имало 60 становника.
| Број становника према пописима | Број становника према пописима | Број становника према пописима |
| ------------------------------ | ------------------------------ | ------------------------------ |
| 1991                           | 2002                           | 2011                           |
| 72                             | 59                             | 60                             |

Напомена: До 1953. исказивано под именом Горишка вас.